# بريتاني إلمسليي
بريتاني المسليي (ولدت في 19 حزيران 1994) هي سباحة استرالية. مثلت استراليا في عام 2012 دورة الألعاب الاولمبية الصيفية في السباحة.

## روابط خارجية
- بريتاني إلمسليي على موقع الاتحاد الدولي للسباحة (الإنجليزية)
- بريتاني إلمسليي على موقع SwimRankings.net (الإنجليزية)
- بريتاني إلمسليي على موقع اللجنة الأولمبية الدولية (الإنجليزية)
- بريتاني إلمسليي على موقع أوليمبيديا (الإنجليزية)
- بريتاني إلمسليي على موقع اللجنة الأولمبية الأسترالية (الإنجليزية)
- بريتاني إلمسليي على موقع اتحاد ألعاب الكومنولث (مؤرشف) (الإنجليزية)